# Heinkel HeS 011
El Heinkel HeS 011 (el prefijo es una abreviación de Heinkel Strahltriebwerk, en español: motor de reacción Heinkel), también llamado Heinkel-Hirth 109-011, fue un avanzado turborreactor fabricado durante la Segunda Guerra Mundial. Creado por Heinkel-Hirth, presentaba una única configuración de compresores, combinando un compresor axial de tres etapas con una etapa "diagonal" similar a un compresor centrífugo, junto con un impulsor de baja compresión en la admisión para suavizar el flujo de aire. Prácticamente todos los aviones de reacción alemanes diseñados en los departamentos de ingeniería de la industria aeronáutica del Tercer Reich a finales de la guerra fueron basados en el HeS 011, pero el motor aún no estaba listo cuando finalizó la guerra en Europa (8 de mayo de 1945).

## Historia
A principios de 1936, Junkers comenzó el desarrollo de un motor jet bajo la dirección de Wagner y Müller, quienes trabajaban en un diseño de compresor axial. Para 1940 habían avanzado y aunque disponían de un semi-prototipo, no podía funcionar de forma autónoma y requería aire comprimido externo.
Hans Mauch, encargado del desarrollo del motor por el RLM, decidió que todos los desarrollos de motores debían basarse en motores ya existentes. Así Junkers compró la compañía Jumo, aplicando un equipo de producciones allí.
Müller y más de la mitad del equipo Junkers renunció, con gran felicidad de Ernst Heinkel, quien empezó el desarrollo donde lo había dejado Hans von Ohain en 1937. Los dos equipos trabajaban en paralelo: von Ohain con el HeS 8 (o 109-001), y el equipo de  Junkers con el Heinkel HeS 30 (109-006). Sin embargo, Helmut Schelp, quien había sido retirado por Mauch, sentía que el BMW 003 y el Junkers Jumo 004 podrían entrar en producción antes de que los proyectos Heinkel alcanzaran operatividad.
A partir de este motor se lograría el Heinkel-Hirth HeS 021 de turbohélice.

## Especificaciones
Características generales
- Tipo: turborreactor
- Longitud: 3,45 m
- Diámetro: 875 mm
- Peso en seco: 950 kg

Componentes
- Compresor: compresor diagonal.
- Cámaras de combustión: 16.
- Turbina: axial de tres etapas.

Rendimiento
- Empuje máximo: 13 kN (2.700 lbf) a 10 000 rpm

### Motores similares
- BMW 003
- Junkers Jumo 004
- Metropolitan-Vickers F.2